# Лілльський університет
Лілльський університет — Північна Франція (фр. Université Lille Nord de France) — університетський центр у місті Лілль, Франція, що об'єднує шість університетів та одну вищу школу.

## Університети
- Університет науки та технології Лілль I. (Université des sciences et technologies de Lille (USTL))
- Лілльська центральна школа (École centrale de Lille)
- Університет медицини та права Лілль-II. (Université du droit et de la santé)
- Університет суспільних наук Лілль-III. (Université Charles-de-Gaulle)
- Університет Артуа Campus Artois
- Прибережний університет Опальний берег Campus de l'Université du Littoral Côte d'Opale (ULCO)
- Університет Валансьєнн Campus de Valenciennes.